# Lathagrium
Lathagrium is een geslacht van korstmossen behorend tot de familie Collemataceae.

## Soorten
Volgens Index Fungorum bevat het geslacht tien soorten (peildatum januari 2023):
| Soortnaam                                  | Auteur(s)                             | Publicatiejaar |
| ------------------------------------------ | ------------------------------------- | -------------- |
| Lathagrium auriforme (Parel-geleimos)      | (With.) Otálora, P.M. Jørg. & Wedin   | 2013           |
| Lathagrium cristatum                       | (L.) Otálora, P.M. Jørg. & Wedin      | 2013           |
| Lathagrium dichotomum                      | (With.) Otálora, P.M. Jørg. & Wedin   | 2013           |
| Lathagrium durietzii                       | (Degel.) Otálora, P.M. Jørg. & Wedin  | 2013           |
| Lathagrium fuscovirens (Bolletjesgeleimos) | (With.) Otálora, P.M. Jørg. & Wedin   | 2013           |
| Lathagrium latzelii                        | (Zahlbr.) Otálora, P.M. Jørg. & Wedin | 2013           |
| Lathagrium neglectum                       | (Degel.) Otálora, P.M. Jørg. & Wedin  | 2013           |
| Lathagrium poeltii                         | (Degel.) Otálora, P.M. Jørg. & Wedin  | 2013           |
| Lathagrium subundulatum                    | (Degel.) Otálora, P.M. Jørg. & Wedin  | 2013           |
| Lathagrium undulatum                       | (Laurer ex Flot.) Poetsch             | 1872           |